# Willem Epke
Willem Epke, RMWO (Bandung (Nederlands-indië), 4 januari 1923 - Zierikzee, 20 augustus 2005) was een Nederlands Landmachtofficier. Hij werd op 4 januari 1949 (op zijn 26ste verjaardag) bij Koninklijk Besluit benoemd tot Ridder 4e klasse in de Militaire Willems-Orde.
In 1988 sloot Epke zijn militaire loopbaan af als brigadegeneraal-titulair en commandant van het Koninklijk Tehuis voor Oud-Militairen en Museum Bronbeek. Van 1990 tot 1998 was Epke Kanselier van de Nederlandse Ridderorden. Epke was de laatste ridder Militaire Willemsorde op die post.

## Onderscheidingen
- Ridder 4e klasse der Militaire Willems-Orde (KB 4-1-1949/14) wegens optreden 1947-1948 op Java
- Officier in de Orde van Oranje-Nassau
- Ereteken voor Orde en Vrede met 3 gespen
- Verzetsherdenkingskruis
- Mobilisatie-Oorlogskruis
- Onderscheidingsteken voor Langdurige Dienst als Officier